# RENFE 599 sorozat
A RENFE 599 sorozat egy spanyol széles nyomtávú dízelmotorvonat-sorozat. A CAF gyártotta 2008-ban a RENFE számára. Összesen 50 db háromrészes motorvonat készült el. Maximális sebessége 160 km/h.